# مایکل کریگ
مایکل کریگ (انگلیسی: Michael Craig؛ زادهٔ ۲۷ ژانویهٔ ۱۹۲۹) بازیگر و فیلم‌نامه‌نویس اهل بریتانیا است.
از فیلم‌هایی که وی در آن نقش داشته‌است، می‌توان به گذرنامه ورود به پیملیکو، بانویی با چراغ، اختلاس‌گر، جزیره اسرارآمیز، ملاقات با مرگ، لولا، ساندرا، رقص کانتری، یاقوت کبود، ستاره!، زندگی در بالا، سکوت خشمناک، مرد ایرلندی و محصول شب اشاره کرد.